# John Verran
Pour les articles homonymes, voir Verran.
John Verran, né le 9 juillet 1856 dans les Cornouailles et mort le 7 juin 1932, est un homme politique et syndicaliste australien. Il est premier ministre de l'Australie-Méridionale de 1910 à 1912, le deuxième membre du Parti travailliste australien (ALP) à occuper ce poste.
John Verran arrive en Australie alors qu'il est un jeune enfant. Il commence à travailler dans les mines de cuivre de Moonta dès son plus jeune âge et finit par devenir président du syndicat local des mineurs. Il est élu à la Chambre d'assemblée d'Australie du Sud en 1901 en tant que membre du Parti travailliste uni, le prédécesseur de l'ALP actuel. John Verran est choisi comme chef du parti en 1909, après la mort de Thomas Price, et remporte la majorité aux élections d'État de 1910. Son programme est entravé par l'obstruction du Conseil législatif et le gouvernement est renversé en 1912. Il démissionne de son poste de chef en 1913 et quitte le parti après la scission de 1916, perdant son siège en 1918. Après plusieurs candidatures infructueuses pour des partis non travaillistes, il est choisi pour occuper un poste vacant au Sénat de 1927 à 1928, siégeant en tant que nationaliste.

## Biographie

### Début de la vie
John Verran, né le 9 août 1856, et baptisé à Gwennap dans le Cornouailles en Angleterre, est le fils jumeau de John Spargoe Verran, un mineur de cuivre, et de son épouse Elizabeth Jane, née Harvey. Alors qu'il n'a que trois mois seulement, ses parents l'emmènent en Australie. La famille vit à Kapunda, en Australie-Méridionale, jusqu'à son âge de huit ans, puis déménage à Moonta où du cuivre a été découvert en 1861. John Verran reçoit très peu d'éducation et avant l'âge de 10 ans, il travaille dans les mines de cuivre comme pickey-boy, dont le travail consiste à trier le minerai en surface. Il suit des du soir quelques années plus tard. John Verran apprend à lire avec les encouragements des ministres de l'église méthodiste primitive de Moonta. À 18 ans, il part dans les mines d'or du Queensland, mais revient rapidement à Moonta, où il travaille comme mineur pendant près de 40 ans. Il est élu président de l'association des mineurs de Moonta (l'Amalgamated Miners' Association) et occupe cette fonction de 1895 à 1913. John Verran est un membre actif et un prédicateur local de l'église méthodiste primitive, et reconnaîtra plus tard cette influence par le commentaire "Je suis un M.P., parce que je suis un P.M." .
John Verran épouse Catherine Trembath à Moonta le 21 février 1880. Le couple a huit enfants. Sa femme meurt en 1914.

### Parlement d'État

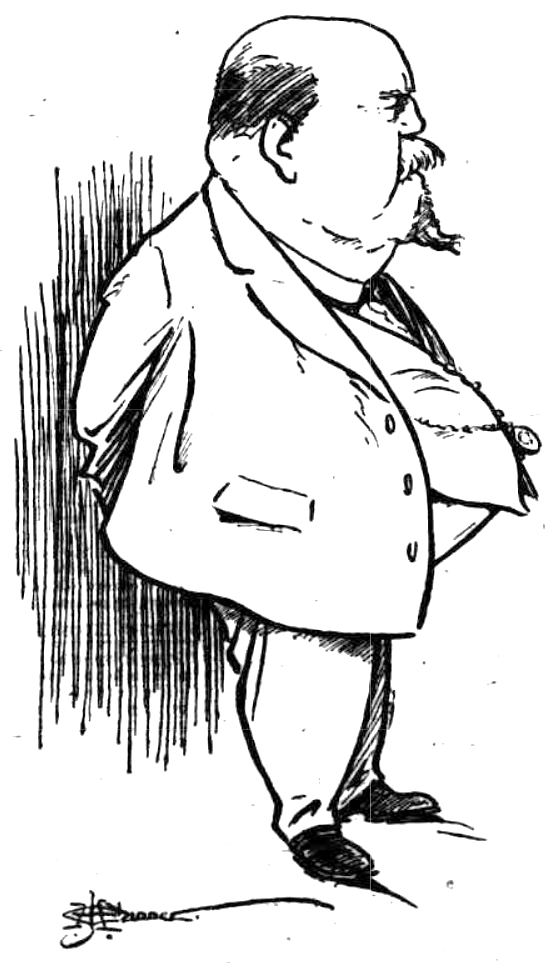
Caricature de John Henry Chinner.

En 1901, il est élu membre de la Chambre d'assemblée d'Australie-Méridionale lors d'une élection partielle pour Wallaroo, après avoir été battu pour ce siège lors des élections de 1896 et 1899. À la mort du Premier ministre Thomas Price en 1909, John Verran devient le leader des travaillistes. Les travaillistes réclament le poste de Premier ministre pour John Verran, mais le leader de la Liberal and Democratic Union (en), Archibald Peake (en), refuse, ce qui permet à Peake de former un gouvernement d'un an. L'année suivante, John Verran dirige les travaillistes vers le premier gouvernement majoritaire d'Australie-Méridionale à la Chambre d'assemblée lors des élections de 1910, les travaillistes obtenant 49,1 % des voix et 22 sièges sur 42, moins de deux semaines avant que les travaillistes ne forment le premier gouvernement fédéral majoritaire élu et la première majorité au Sénat lors des élections fédérales de 1910.
Le 3 juin 1910, John Verran devient Premier ministre, et est également commissaire aux travaux publics et ministre des mines et de l'approvisionnement en eau. Le gouvernement, qui dure moins de 21 mois, doit faire face à des émeutes dues à une grève des chauffeurs dans les rues d'Adélaïde, et à des critiques sur la façon dont John Verran gèré le problème. Des sommes considérables sont dépensées pour les chemins de fer et les ports. L' Advances for Homes Act de 1911 permet à la State Bank of South Australia (Banque d'État d'Australie-Méridionale) d'accorder des prêts aux personnes les plus pauvres, mais le conseil législatif ne soutient pas les tentatives du gouvernement de créer des briqueteries et des scieries d'État. Les relations entre l'assemblée et le conseil sont tendues, et John Verran demande au Parlement britannique d'opposer son veto à la décision du conseil. John Verran convoque des élections en 1912 en raison du pouvoir de la chambre haute d'opposer son veto à la chambre basse, mais les travaillistes subissent un revirement en leur défaveur en n'ayant que 16 sièges sur 40.
John Verran présente le projet de loi sur les aborigènes, en 1910, qui révèle l'ignorance et le racisme de l'attitude des Blancs à l'égard des indigènes d'Australie à l'époque, et est membre de la commission royale sur les aborigènes (1912-1916). En tant que simple député pendant la Première Guerre mondiale, John Verran reçoit le soutien de l' All-British League pour mener une campagne contre les personnes d'origine allemande. Il cherche à fermer toutes les écoles luthériennes, à priver de leur droit de vote les personnes d'origine ou de naissance allemande et à exiger que les enfants luthériens « reçoivent un enseignement en anglais pur, dispensé par des Britanniques, et qu'ils apprennent ce que c'est que d'être britannique ».
Crawford Vaughan (en) succède à John Verran à la tête du Labor Party en 1913, et John Verran rompt avec le parti en 1917 sur la question de la conscription. En 1918, il se présente comme candidat du Parti national et est battu. Il se présente en tant qu'indépendant en 1921 et en tant que libéral en 1924, également sans succès.

### Parlement fédéral

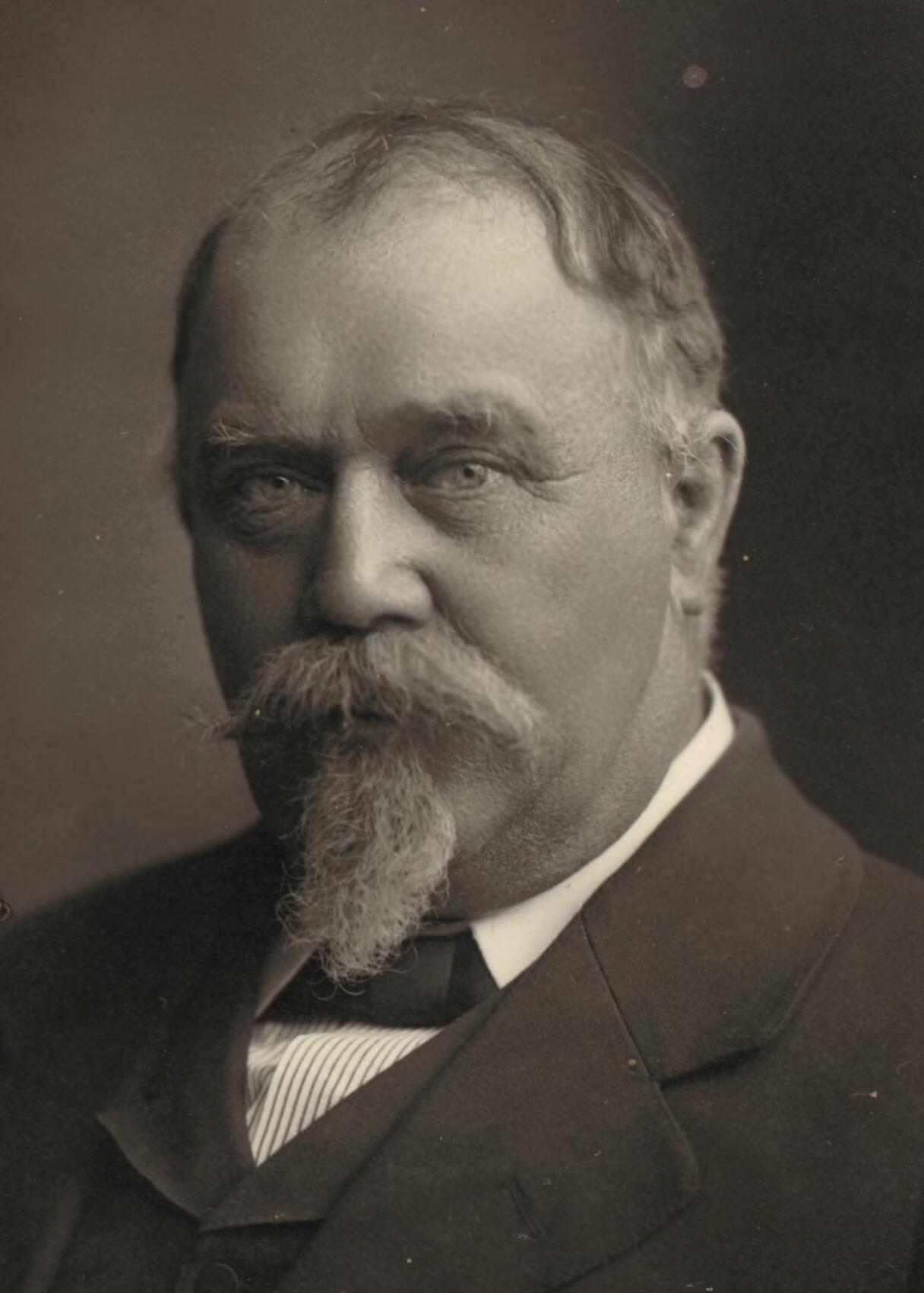
John Verran en 1927.

John Verran se présente sans succès comme candidat nationaliste au Sénat lors des élections fédérales de 1922 et au siège de Hindmarsh à la Chambre des représentants lors des élections de 1925.
Le 30 août 1927, à l'âge de 71 ans, John Verran est élu par le parlement de l'État pour combler une vacance occasionnelle causée par le décès du sénateur ALP Charles McHugh (en). Après avoir pris son siège, il s'exprime fréquemment sur les relations industrielles et les questions intergouvernementales. Il soutient les amendements proposés par le gouvernement Bruce-Page à la loi Commonwealth Conciliation and Arbitration Act 1904 et propose l'introduction du vote à bulletin secret pour décider des grèves. Malgré ses antécédents, la rhétorique de John Verran devient de plus en plus antisyndicale, décrivant les syndicalistes militants comme « responsables d'une grande partie de nos problèmes actuels » et les syndicats en général comme des « machines infernales de combat politique ». Il soutient également à contrecœur l'accord financier de 1927 entre le gouvernement fédéral et les États, tout en déclarant : « Je n'ai jamais été fédéraliste [...] en fait, j'ai combattu la fédération, car, à mon avis, la fédération signifie la damnation de tout pays ».
John Verran est battu aux élections de 1928 après un peu plus d'un an au Sénat.

### Plus tard dans la vie
Sa femme meurt avant lui et il laisse dans le deuil trois fils et quatre filles. Il meurt au domicile de sa fille à Unley et a droit à des funérailles nationales. Il est inhumé à Moonta.
John Verran était un homme de caractère dont l'honnêteté était proverbiale. Pendant de nombreuses années, il a été une force dans les rangs des travaillistes, mais sa carrière s'est vraiment terminée lorsqu'il a quitté le parti.